# Cullbergbaletten

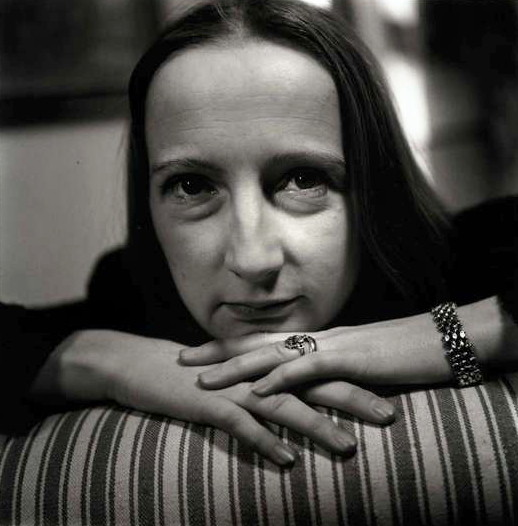
Birgit Cullberg. Foto från 1943.

Cullberg (tidigare Cullbergbaletten) är ett samtida danskompani, grundat av Birgit Cullberg 1967. Cullberg är en del av Riksteatern i Norsborg.

## Historik
Cullberg, som varit ett av världens ledande danskompanier,[källa behövs] startade sin verksamhet med ett balettprogram (B. Cullbergs Jag är inte du/Fedra och Lekvattnet) vid Stockholms stadsteater den 5 mars 1967 och var då unik som världens första statsfinansierade helårsverksamma turnébalettkompani (via Riksteatern) och med en internationell inriktning med åtta av världens främsta internationella dansare (alla unikt jämställda "solister" med samma lön) under konstnärlig ledning av koreografen Birgit Cullberg och organisatorisk ledning av italienske Giuseppe Carboni. Redan från start har man turnerat och samverkat i många länder. 1969-70 var kompaniet knutet till Sveriges Televisions nya TV 2 och där vidareutvecklade Cullberg den teknik hon använt 1961 för TV-baletten "Den elaka drottningen" där dansarna rörde sig framför en stillastående kamera. Med hjälp av chroma key-tekniken filmades dansarna med en kamera och med en annan kamera bakgrundsbilderna i baletten "Rött vin i gröna glas" 1970 som vann Prix Italia 1971, samt även guldmedalj som främsta utländska balettsällskap vid höstfesten i Paris samma år.

## Verksamhet och verk
Kompaniet har sina rötter i den klassiska baletten, varur Birgit Cullberg alltmer gick sin egen väg och skapade runt om i världen en lång rad kända originalverk, såsom Fröken Julie, Ungersvennen och de sex prinsessorna, Serenad, Medea, Månrenen, Kvinnan vid havet, Odysseus, Eden (Adam och Eva), Eurydike är död, Revolt, Rapport, Vid urskogens rand och Krigsdanser. Med tiden har man alltmer rört sig mot en egen form av modern dans och även gjort originella tolkningar av klassiska verk som Giselle (spelad över 300 gånger i 28 länder) Svansjön (med manliga dansare), Carmen och Törnrosa i koreografi av Birgit Cullbergs son Mats Ek, som började som koreograf 1976 med egna verket Kalfaktorn. Han har sedan gjort uppmärksammade verk som Sankt Göran och draken, Soweto (med bland andra den 69-åriga modern som dansare), Bernardas hus, Eldstad och Parken, och 1985-93 tog han över det konstnärliga ledarskapet för Cullberg. Många andra gästande internationella koreografer, som Per Jonsson, Jiri Kylian och Nacho Duato, har skapat originalverk för ensemblen, och man har gjort flera TV-produktioner med SVT. Några välkända Cullberg-dansare är också Mats Eks bror Niklas Ek och hustru Ana Laguna.
1989 flyttar Cullberg från sina gamla lokaler på Jungfrugatan i Stockholm till Riksteaterns hus i Norsborg.

## Konstnärliga ledare
- Birgit Cullberg (1967–1981)
- Mats Ek (1981–1993)
- Carolyn Carlson (1993–1995)
- Lena Wennergren-Juras och Margareta Lidström [delat] (1995–-2003)
- Johan Inger (2003–2009)
- Anna Grip (2009–2013)
- Gabriel Smeets (2014–2022)
- Kristine Slettevold (2022–)[2]

## Koreografer
- Birgit Cullberg
- Mats Ek
- Johan Inger
- Alexander Ekman
- Stijn Celis
- Sidi Larbi Cherkaoui
- Jiri Kylian
- Nacho Duate
- Per Jonsson
- Crystal Pite
- Benoît Lachambre
- Edouard Lock
- Tilman O'Donnell
- Melanie Mederlind
- Jefta van Dinther
- Eszter Salamon
- Trajal Harrell
- Cristian Duarte
- Deborah Hay